# آرزوهای بزرگ
آرزوهای بزرگ، در ترجمه صحیح توقعات بزرگ یا انتظارات بزرگ (به انگلیسی: Great Expectations)، رمانی است از چارلز دیکنز، نویسنده نامدار انگلیسی، که ابتدا به صورت داستان دنباله‌دار از دسامبر ۱۸۶۰ تا اوت ۱۸۶۱ میلادی در هفته‌نامه «سراسر سال» به چاپ رسید. اما در اکتبر ۱۸۶۱، انتشارات چپمن و هال رمان کامل را در سه جلد منتشر کرد.این کتاب در سال ۱۳۸۴ توسط دکتر هادی محب علیان ترجمه گردید. وقایع این کتاب که به صورت خودزندگی‌نامه از قول شخصیت اصلی داستان، کودکی یتیم موسوم به «پیپ» نگاشته شده‌است، از سال ۱۸۱۲، هنگامی که او هفت سال دارد، تا زمستان ۱۸۴۰ اتفاق می‌افتد. آرزوهای بزرگ را می‌توان به نوعی زندگی‌نامهٔ خودنوشت شخص دیکنز نیز دانست که همچون آثار دیگرش تجربیات تلخ و شیرین او از زندگی و مردم را نمایان می‌سازد.

## داستان
پریپ هفت ساله، زندگی محقر و فروتنانه‌ای را در کلبه‌ای روستایی، با خواهری بدخلق و سختگیر و شوهر خواهرش «جو گارگِری» آهنگری پرتوان اما مهربان و نرم‌خو، می‌گذراند. او که روزی برای سر زدن به قبر مادر و پدرش به گورستان می‌رود، به‌طور اتفاقی با یک زندانی فراری محکوم به اعمال شاقه به نام «آبل مگویچ» روبرو می‌شود. آن زندانی، داستانی ترسناک برای کودک سر و هم می‌کند تا او نانی برای رفع گرسنگی و سوهانی برای رهایی خویش از غل و زنجیری که به دست و پایش بسته‌است، بیاورد. پیپ هم از روی ناچاری و هم از دل‌رحمی او را یاری می‌کند.

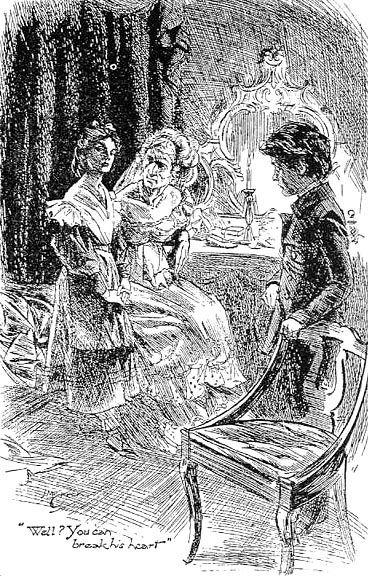
میس هاویشام، استلا و پیپ، اثری از اچ ام بروک

مدت زمانی از آن ماجرا می‌گذرد و پیپ کوچک، توسط زنی میانسال و ثروتمند موسوم به «میس هاویشام» (یکی از استادانه‌ترین شخصیت‌های خلق‌شده توسط دیکنز) اجیر می‌شود تا گهگاه برای همنشینی و سرگرم کردنش پیش او بیاید. هاویشام که در گذشته‌ای دور و به هنگام عروسی، معشوقش او را بیرحمانه ترک گفته، از آن زمان، به زنی دلسرد و انتقام‌جو بدل گشته‌است. او «اِستِلا»، دخترکی زیبا، اما گستاخ و مغرور را به فرزندی پذیرفته است تا به او بیاموزد که چگونه مردان را به بازی گرفته و بدینسان انتقام خویش را توسط او از مردان بستاند. پیپ کوچک در آن خانه به استلا دل می‌بندد و تحت تأثیر توهین‌ها و آزارهای دخترک، نخستین آرزوهایش مبنی بر ترک زندگی محقر و روستایی و زیستن چون نجیب‌زادگان، در او نقش می‌بندد.
پیپ، سال‌ها نزد جو گارگِری شاگردی می‌کند تا به عنوان یک آهنگر امرار معاش  کند اما اتفاقی زندگی او را دگرگون می‌کند. حقوقدانی در لندن به نام «جَگرز» به او اطلاع می‌دهد که یک ولینعمت ناشناس، هزینه تعلیم و تربیت او را برای رفتن به لندن و آموختن فرهنگ افراد متشخص، متقبل شده و پس از آن ثروت کلانی به او خواهد رسید. به این ترتیب قهرمان نخست داستان، روستا و شوهر خواهر دوست‌داشتنی خود را ترک می‌کند تا به آرزوهای بزرگ خویش که یافتن تشخص و لیاقت برای دستیابی به استلا است، برسد. او در طول زندگی در لندن، بسیاری از آداب و رسوم زندگی شهری همچون طرز رفتار، لباس پوشیدن و مشارکت در انجمن اشخاص فرهیخته و با فرهنگ را می‌آموزد و استلای محبوبش نیز که اکنون مردان زیادی خواهان او هستند، با تجاربی مشابه، دست و پنجه نرم می‌کند. پیپ این‌بار به استلا اظهار عشق می‌کند ولی استلا به او می‌گوید که لیاقت عشق پیپ را ندارد و به «بنتلی درامل»، مردی پست‌فطرت، دل‌بسته‌است.
پیپ که همیشه خانم هاویشام را ولینعمت مرموز خود می‌پنداشته، در پایان به این موضوع پی می‌برد که ولی نعمتش «مگویچ» همان زندانی فراریست که در کودکی یاریش داده بود. او همچنین درمی‌یابد که مگویچ پدر استلا است. اما زمانی این راز برملا می‌شود که مگویچ طی یک درگیری دستگیر و زخمی شده و در بستر مرگ افتاده و تمام اموالش توسط دولت ضبط شده‌است. از طرفی استلا نیز با درامل ازدواج کرده و بدرفتاریهای بسیاری از او دیده‌است. پیپ که به هیچ‌یک از آرزوهای خود نائل نمی‌آید، به کلبه محقر روستایی خود پیش جو بازمی‌گردد. هرچند دیکنز تصمیم داشت تا پیپ را در رسیدن به استلا عاقبت ناکام گذارد و داستان را به صورتی غم‌انگیز به پایان برساند، اما به توصیه دیگران پایان آن را با درس گرفتن استلا از شکستهای زندگی و بازگشتش به نزد پیپ، تغییر می‌دهد تا به مذاق خوانندگان آن زمان خوش بیاید.
داستان آرزوهای بزرگ شرح کاملی از وضعیت سیاسی اجتماعی دوران خود است و نویسنده حقایق اجتماعی را با بیانی لطیف به تصویر کشیده است. در حقیقت همین وقایع هستند که به ارزش داستان می‌افزایند.

## ترجمه به فارسی
این رمان توسط ابراهیم یونسی و عنایت الله شکیباپور و حمیدرضا بلوچ به فارسی برگردانده شده و متن کوتاه شده آن نیز توسط مترجمانی چون مهدی سحابی و محسن سلیمانی و شکوفه اخوان به این زبان ترجمه شده‌است.